# James Fazy
James Fazy (magyarosan Fazy Jakab József) (Genf, 1794. május 12. – Petit-Saconnex, Genf kanton, 1878. november 6.) svájci államférfi, történész, publicista.

## Életpályája
Francia emigráns családból származott. Franciaországban nevelkedett. Ifjú korában a szabadelvű ellenzékhez csatlakozott, és hírlapíróként tevékenyen részt vett a párt küzdelmeiben. 1830-ban ő is aláírta a francia hírlapírók tiltakozását a júliusi rendeletek ellen, s miután sajtóvétség miatt több ízben fogságot szenvedett, 1833-ban visszatért szülővárosába, ahol már évekkel azelőtt megalapította a Journal de Genève című lapot. 1833-ban egy új lap, a Revue de Genève élére állva, a radikális párt vezetője lett s az 1846. évi felkelés után, mint az ideiglenes kormány feje, részt vett az 1847-48-as nemzetgyűlésben, amelyen a kétkamarás rendszer és egy új svájci szövetségi alkotmány elfogadását vitte keresztül. 1846-tól kezdve mint a genfi kormány feje, sok érdemet szerzett az erődítmények lebontásával és fényes középületek emelésével. Az ő működésének is tulajdonítható, hogy a szigorú kálvinista város modern, nemzetközi várossá vált. Azonban nem éppen kifogástalan magánélete és diktátori hatalma lassanként elégedetlenséget keltett, és 1861-ben, valamint 1863-ban a választások alkalmával megbukott. Ezentúl a befolyása jóformán megszűnt.

## Művei
Hírlapjain, politikai és közgazdasági értekezésein kívül még a következő műveket írta:
- La mort de Lévrier (tragédia, Genf, 1826)
- Précis de l'histoire de Genève (ugyanott, két kötet, (1838–1840)
- Cours de législation constitutionelle (uo. 1874)

## Emlékezete
- Életrajzát megírta unokaöccse, Henri Fazy (Genf, 1887)